# Szerokość geocentryczna

Szerokość geocentryczna (Ψ)

Szerokość geocentryczna – kąt jaki tworzy promień wodzący punktu P znajdującego się na powierzchni elipsoidy z płaszczyzną równika.
Zależność między szerokością geocentryczną a geograficzną opisuje równanie:
{\displaystyle \psi =\operatorname {arctg} {\Big (}\cos(\alpha )^{2}\operatorname {tg} (\phi ){\Big )},}
gdzie:
{\displaystyle \cos(\alpha )={\frac {b}{a}},}
{\displaystyle \psi } – szerokość geocentryczna,
{\displaystyle \phi } – szerokość geograficzna,
{\displaystyle a} – promień równikowy Ziemi,
{\displaystyle b} – promień biegunowy Ziemi.